# Кульберг, Александр Яковлевич
Александр Яковлевич Кульберг (18 октября 1932, Москва — 28 ноября 2006, Москва) — советский учёный в области иммунологии, доктор медицинских наук, профессор, член-корреспондент АМН СССР (1988). Один из основоположников отечественной иммунологии.

## Биография
Родился 18 октября 1932 года в Москве.
С 1951 по 1956 год обучался во Втором государственном медицинском институте, которое окончил с отличием получив специализацию «педиатрия». С 1956 по 1959 год обучался в аспирантуре НИИ эпидемиологии и микробиологии имени Н. Ф. Гамалеи АМН СССР.
С 1959 по 2006 год — на научно-исследовательской работе в НИИ эпидемиологии и микробиологии имени Н. Ф. Гамалеи АМН СССР в должностях научный и старший научный сотрудник, с 1967 по 2006 год в течение тридцати девяти лет являлся заведующим лаборатории иммунохимии.
Скончался 28 ноября 2006 года. Похоронен в Москве на Головинском кладбище (участок 9).

### Научно-педагогическая деятельность и вклад в науку
Основная научно-педагогическая деятельность А. Я. Кульберга была связана с вопросами в области иммунологии и иммунохимии, занимался изучением изучал иммунопатогенеза ВИЧ-инфекции и исследованиями функции и структуры регуляторных белков и пептидов, а так же иммуноглобулинов. Под его руководством разрабатывались универсальные методы прогноза оценки эффективности проводимой терапии и патологического процесса. А. Я. Кульберг одним из первых в мире
начал заниматься проблемой биологической безопасности воды.
В 1955 году защитил кандидатскую диссертацию, в 1966 году защитил диссертацию на соискание учёной степени доктора медицинских наук по теме: «Формирование межклеточного вещества соединительной ткани в процессе ее гистогенеза и репаративной регенерации: (Морфология, гистохимия, электронная микроскопия)», в 1971 году ему было присвоено учёное звание профессора. В 1988 году он был избран член-корреспондентом АМН СССР. Под руководством А. Я. Кульберга было написано более четырёхсот научных работ, в том числе семи монографий, им было подготовлено более тридцати докторов и кандидатов наук.